# Hellenic Bank
Die Hellenic Bank Public Company Ltd (griechisch Ελληνική Τράπεζα Δημόσια Εταιρία Λτδ) ist eine zypriotische Bank.

## Geschichte
Die Bank wurde 1976 mit technischer Unterstützung der Bank of America gegründet. Ein Hauptaktionär war traditionell und viele Jahre lang die Kirche von Zypern mit einem Anteil von 29 %. Zwischen November 2013 und Dezember 2014 schrumpfte der Anteil der Kirche auf 0,3 %, was sie zu einem kleinen Anteilseigner machte, nachdem die in Zypern ansässige Demetra Investments Public Ltd 21 %, die belarussische Videospielfirma Wargaming Group Limited 20,2 % und der US Investmentmanager Pimco mit Poppy Sarl 17,3 % große Anteile hatten. Daneben gab es auch noch, die griechische Bank Eurobank Ergasias mit 12,6 %, die Bankangestellten-Gewerkschaftskasse ETYK mit 6,26 %, die in Kanada ansässige Senvest International LLC/Senvest Masterfund LP mit 5,1 % und die in Zypern ansässige 7Q Financial Services Ltd mit 2,53 %. Der Vorstand setzt sich aus Vertretern der vier größten Aktionäre zusammen.
Im Januar 2011 nahm die Hellenic Bank ihre Tätigkeit in Russland auf, verkaufte aber 2014 den russischen Betrieb wieder. Die Bank hat auch Repräsentanzen in Kiew, St. Petersburg und Moskau. Außerdem eröffnete sie 2017 eine Repräsentanz in Athen.
Am 25. März 2013 verkaufte die Hellenic Bank ihre griechischen Filialen an die Piraeus Bank. Ab dem 27. März 2013 konnten ehemalige Kunden der Hellenic Bank die Geldautomaten aller Banken der Piraeus Bank Group (Piraeus Bank & ATEbank, Geniki Bank und ehemalige Bank of Cyprus und CPB-Bank-Netzwerke) kostenlos nutzen. Mitte Juli 2013 wurde der Zusammenschluss der Aktivitäten des ehemaligen Hellenic Bank-Netzwerks in Griechenland mit der Piraeus Bank abgeschlossen. Darauf folgte die Schließung der überwiegenden Mehrheit der ehemaligen Hellenic Bank-Filialen und die Entlassung ihrer Mitarbeiter.
2015 erwarb die EBRD einen Anteil von 5,4 % an der Hellenic Bank.
Im Jahr 2016 erhielt die Hellenic Bank zum dritten Mal in Folge eine Auszeichnung des Global Finance Magazines als beste digitale Bank in Zypern und wurde von Fitch auf das B-Rating hochgestuft.
Im Juli 2017 verkaufte die Hellenic Bank 51 % ihrer Arrears Management Division (2,3 Mrd. Euro an notleidende Engagements und 150 Mio. Euro an Immobilien), einschließlich ihrer Inkassoeinheit und Property Management Unit, an das tschechische Spezialunternehmen APS Holdings und gründete das neue Unternehmen APS Debt Servicing Cyprus Ltd. 129 Mitarbeiter der Hellenic Bank wechselten in das neue Unternehmen.
Im Juli 2018 erwarb die Hellenic Bank die notleidenden Kredite und Einlagen der Cyprus Cooperative Bank, darunter 75 Filialen und 1100 Mitarbeiter. Youssef Nasr wurde Vorsitzender des Verwaltungsrats. Im August 2019 wurde Evripides Polycarpou Vorsitzender des Verwaltungsrats. Im Juli 2021 wurde Oliver Gatzke CEO.
Am 30. November 2022 gab die Wargaming Group Limited bekannt, dass sie eine Vereinbarung zum Verkauf einer Beteiligung von 13,41 % (55.337.721 Aktien) der Hellenic Bank an Eurobank für eine Gegenleistung von 70 Millionen Euro getroffen hat.